# فاعلية دوائية

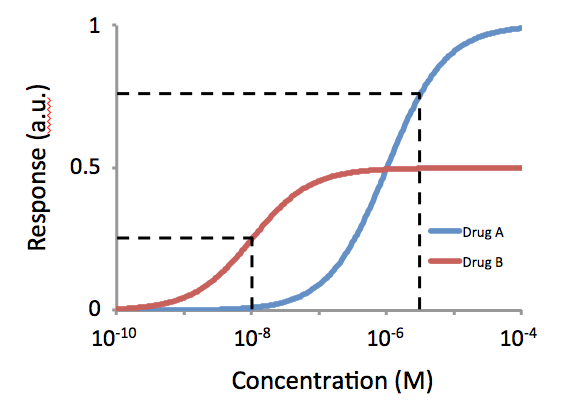

في علم الأدوية، الفاعلية (بالإنجليزية: Potency)‏ هو مقياس مفعول الدواء معبر عنه بالكمية المطلوبة لإحداث تأثير بحدة مطلوبة.
من الأدوية شديدة الفاعلية: مورفين وألبرازولام وريسبيريدون، والتي تعطي تأثيرا شديدا في تراكيز منخفضة. أما الأدوية قليلة الفاعلية مثل: إيبوبروفين وأسبرين واللذان يعطيان تأثيرا ضعيفا في تراكيز منخفضة.